# STS-134
STS-134 var en flygning i USA:s rymdfärjeprogram. Flygningen gick till Internationella rymdstationen ISS. Huvudsyftet med flygningen var att leverera Alpha Magnetic Spectrometer till rymdstationen. Flygningen utfördes med rymdfärjan Endeavour. Starten skedde den 16 maj 2011 kl. 14.56 svensk tid. Endeavour påbörjade då sin 25:e och sista rymdfärd. Landningen skedde den 1 juni 2011 kl. 08.35 svensk tid på Kennedy Space Center. Därmed avslutades Endeavours aktiva liv och hon hade under sina aktiva år flugit 25 gånger till rymden, 12 gånger till ISS och tillbringat sammanlagt 299 dagar i rymden.  
Den 13 januari tillkännagav NASA att Frederick W. Sturckow blev reservbefälhavare för uppdraget då Mark E. Kellys fru kongressledamoten Gabrielle Giffords skadats svårt i en skottlossning. Kelly meddelade att han räknade med att ha befälet för resan och att förhoppningen var att hans fru Gabrielle skulle finnas på plats i Florida för att se uppskjutningen.

## Aktiviteter

### Innan uppskjutning
Endeavour rullade över till Vehicle Assembly Building för sista gången från sin hangar den 28 februari 2011 där blev hon monterad på sin externa bränsletank som redan hade blivit ihopkopplad med startraketerna. Den 11 mars 2011 rullade Endeavour för sista gången ut till startplatta 39A där hon förbereddes inför uppskjutning.
Den 29 april 2011 cirka 3,5 timmar innan uppskjutningen avblåstes uppskjutningen vid Pad 39A på Kennedy Space Center, på grund av tekniska problem.

### Dag för dag
Dag 1: Endeavour lyfte enligt planerna från Kennedy Space Center i Florida. Den 8 minuter långa färden till omloppsbana skedde utan några problem och besättningen gjorde därefter om Endeavour från en startfarkost till ett "hem i rymden". Man öppnade även lastrumsdörrarna och fällde ut KU-bandantennen.  
Rymdfärden pågick i femton dagar innan Endeavour landade och kunde pensioneras. 

## Besättning
- USA Mark E. Kelly befälhavare. Tidigare rymdfärder STS-108 STS-121 STS-124
- USA Gregory H. Johnson pilot. Tidigare rymdfärder STS-123
- USA Andrew Feustel uppdragsspecialist. Tidigare rymdfärder STS-125
- USA Michael Fincke uppdragsspecialist. Tidigare rymdfärder Expedition 9, Expedition 18
- USA Gregory Chamitoff uppdragsspecialist. Tidigare rymdfärder Expedition 18
- Italien Roberto Vittori uppdragsspecialist. Tidigare rymdfärder, två Soyuzuppdrag.

## Väckningar
Under Geminiprogrammet började NASA spela musik för besättningar och sedan Apollo 15 har man varje "morgon" väckt besättningen med ett särskilt musikstycke, särskilt utvalt antingen för en enskild astronaut eller för de förhållanden som råder.
| Dag | Låt                        | Artist/Kompositör               | Spelad för        | Länk     |
| --- | -------------------------- | ------------------------------- | ----------------- | -------- |
| 2   | "Beautiful Day"            | U2                              | Mark Kelly        | WAV, MP3 |
| 3   | "Drops of Jupiter"         | Train                           | Greg Johnson      | WAV, MP3 |
| 4   | "Luna"                     | José Serrano                    | Gregory Chamitoff | WAV, MP3 |
| 5   | "We All Do What We Can Do" | Dan Keenan and Kenny McLaughlin | Michael Fincke    | WAV, MP3 |
| 6   | "In View"                  | The Tragically Hip              | Andrew Feustel    | WAV, MP3 |
| 7   | "Il Mio Pensiero"          | Ligabue                         | Roberto Vittori   | WAV, MP3 |
| 8   | "Times Like These"         | Foo Fighters                    | Andrew Feustel    | WAV, MP3 |
| 9   | "Svegliarsi la mattina"    | Zero Assoluto                   | Roberto Vittori   | WAV, MP3 |
| 10  | "Real World"               | Matchbox Twenty                 | Greg Johnson      | WAV, MP3 |
| 11  | "Countdown"                | Rush                            | Michael Fincke    | WAV, MP3 |
| 12  | "Fun, Fun, Fun"            | Max Q                           | hela besättningen | WAV, MP3 |
| 13  | "Will You Carry Me?"       | Michael FitzPatrick             | hela besättningen | WAV, MP3 |
| 14  | "Galaxy Song"              | Clint Black                     | hela besättningen | WAV, MP3 |
| 15  | "Slowness"                 | Calexico                        | Mark Kelly        | WAV, MP3 |
| 16  | "Dreams You Give"          | Brian Plunkett                  | hela besättningen | WAV, MP3 |
| 17  | "Sunrise Number 1"         | Stormy Mondays                  | Mark Kelly        |          |